# Морская горчица балтийская
Морская горчица балтийская (лат. Cakile maritima) — ботанический вид цветковых однолетних травянистых растений рода Морская горчица (Cakile) семейства Капустные (Brassicaceae). В соответствии с МКБН более правильным наименованием является Морская горчица морская подвид балтийская, однако оно не встречается в авторитетных источниках.

## Ботаническое описание[2][3]
Однолетнее неопушенное травянистое растение высотой 15–40 см с суккулентными листьями.
Листья одно- или дваждыперистонадрезанные, базовые сегменты в 10–20 раз длиннее собственной ширины, 4–8 см длиной.
Лепестки с выраженным ноготком, фиолетовые, яйцевидной формы длиной 5–8 мм, шириной 4–5 мм.
Плоды — двучлениковые стручочки. Нижний членик обратноконический, обычно двузубчатый, верхний — более крупный, овальный более или менее выраженно четырехугольный, одногнездный, односемянный. Семя прямое.
Цветение и плодоношение в марте-июне.

## Распространение и экология
Побережья Северной Европы и Балтийского моря — Дания, Финляндия, Германия, Норвегия, Швеция, Польша. На территории России встречается в Северо-Западном регионе. Вид включен в ботанический атлас растений Ленинградской области.

## Классификация

### Таксономия[5]
Cakile maritima subsp. baltica (Rouy & Foucaud) Hyl. ex P.W.Ball, 1964, Feddes Repert. Spec. Nov. Regni Veg. 69: 37
Подвид Морская горчица морская подвид балтийская относится к виду Морская горчица морская (Cakile maritima) рода Морская горчица (Cakile) семейства Капустные (Brassicaceae) порядка Капустоцветные (Brassicales). Кладограмма в соответствии с Системой APG IV по состоянию на июнь 2023 года:
|  |                                      |  |                                   |                                   |                     |  | ещё 16 семейств | ещё 16 семейств |                         |  |  |  | еще 6 подтвержденных видов и 1 вид, ожидающий подтверждения | еще 6 подтвержденных видов и 1 вид, ожидающий подтверждения |  |  |
|  |                                      |  |                                   |                                   |                     |  | ещё 16 семейств | ещё 16 семейств |                         |  |  |  | еще 6 подтвержденных видов и 1 вид, ожидающий подтверждения | еще 6 подтвержденных видов и 1 вид, ожидающий подтверждения |  |  |
|  |                                      |  |                                   | порядок Капустоцветные            |                     |  |                 |                 | род Морская горчица     |  |  |  |                                                             | Морская горчица морская подвид балтийская                   |  |  |
|  |                                      |  |                                   | порядок Капустоцветные            |                     |  |                 |                 | род Морская горчица     |  |  |  |                                                             | Морская горчица морская подвид балтийская                   |  |  |
|  | отдел Цветковые, или Покрытосеменные |  |                                   |                                   | семейство Капустные |  |                 |                 | Морская горчица морская |  |  |  |                                                             |                                                             |  |  |
|  | отдел Цветковые, или Покрытосеменные |  |                                   |                                   |                     |  |                 |                 |                         |  |  |  |                                                             |                                                             |  |  |
|  |                                      |  | ещё 63 порядка цветковых растений | ещё 63 порядка цветковых растений |                     |  |                 | ещё 354 рода    | ещё 354 рода            |  |  |  | еще 2 внутривидовых таксона                                 |                                                             |  |  |
|  |                                      |  |                                   | ещё 63 порядка цветковых растений |                     |  |                 |                 | ещё 354 рода            |  |  |  |                                                             |                                                             |  |  |